# Miroku
Miroku 
 (弥勒  Miroku?) es un personaje de ficción que aparece en la serie de anime y manga llamada Inuyasha, creada por Rumiko Takahashi, aunque la adaptación al mundo del anime la llevaron Yasunao Aoki y Masashi Ikeda.

## Historia del personaje
Miroku es un monje humano bastante fuerte y guapo. A su familia, empezando por su abuelo cuando este era joven, le fue impuesta una maldición por Naraku, por la cual tienen un vórtice en la mano derecha que puede tragar cualquier cosa que se le cruce en su camino. Esto es algo poderoso y peligroso, ya que es muy difícil que alguien se enfrente a él sin ser absorbido, pero la maldición consiste en que en pocos años,  de forma inevitable, el vórtice absorberá al mismo Miroku (al igual que fueron absorbidos su padre y su abuelo) y no quedará nada de él, solo un gran agujero en la tierra como prueba.
Como es un monje, viaja de pueblo en pueblo "ayudando" a la gente. Cada vez que detecta una casa o castillo poseído por un demonio él se acerca a ofrecer sus servicios y echa al demonio de la casa, debido a esto las personas que viven ahí lo recompensan con comida, hospedaje o bienes materiales.
Parecería que el agujero negro (vórtice) es invencible, pero Naraku ha conseguido algunos insectos venenosos, los Saimyôshô, para que envenenen a Miroku, si este los absorbe. Debido a eso cuando se trata de pelear contra Naraku o sus sirvientes nunca puede usarlo, ya que siempre hay estos insectos a su alrededor.
Sin embargo, parece gustarle mucho su compañera de viaje, Sango, la cual también siente lo mismo por Miroku y, en una ocasión, acuerdan que después de que maten a Naraku, se casarán. Solo que la relación en ocasiones no avanza mucho, a causa de que a Miroku le gusta mucho coquetear con cualquier mujer que se le cruce, así como manosear a Sango (y a cualquier chica que tiene enfrente, él lo llama tocarle sus atributos) por lo que siempre termina con una bofetada marcada en una de sus mejillas. Pero, además de eso, Miroku demuestra estar realmente enamorado de Sango. Lo ha demostrado en varias ocasiones, donde ha expuesto su vida por salvar la de ella, cosa que a Sango le hace saber que él está tan enamorado de ella como ella de él.
En el último capítulo del manga de InuYasha (558), Miroku y Sango están casados y tienen tres hijos: Dos gemelas y un niño que acababa de nacer.
En la película 2 de InuYasha, tras la muerte de Naraku, su maldición se rompe y el agujero negro se cierra y desvanece, liberando a Miroku. Pero Naraku revive al final de la película inesperadamente y le vuelve a salir el agujero negro en su mano.

## Apariencia física
Miroku es un monje budista bastante guapo, fuerte y alto, de tez clara, gracias a lo cual es muy popular entre las mujeres de su época a pesar de ser un monje. Tiene los ojos claros y dos pendientes en forma de aro en la oreja izquierda, mientras que en la oreja derecha solo tiene uno. Lleva el hábito que le diferencia como tal de colores negro y violeta. El pelo lo lleva recogido en una pequeña coleta y en su mano tiene unas cuentas budistas que lleva atadas para controlar su maldición puesto que está colocado en esa mano. Por último mencionar que tiene un cetro con él.
Miroku tiene la suficiente fuerza para pelear de frente con varios demonios incluso sin usar el agujero negro (vórtice) de su mano derecha. Sin embargo, cuando las cosas se ponen muy mal y hay demasiados enemigos se ve obligado a utilizar la fuerza del vórtice para vencer al enemigo.

## Personalidad
Miroku es una persona que está segura de sí misma por lo que utiliza todo lo que tiene en su favor para conseguir tener lugares donde quedarse, utilizando estrategias para ello. No le gusta que lo llamen sacerdote o monje o de alguna otra manera. Resalta que es un bonzo (monje seguidor de Buda).
Le encanta compartir su tiempo con las mujeres, es un hombre mujeriego pero se debe en gran parte a la maldición que posee al no tener mucha esperanza de vida busca tener descendencia cuanto antes, por eso siempre que conoce alguna chica guapa le pregunta si quieres ser la madre de sus hijos.  y esto no excluyó a Kagome a quien le preguntó a principios de serie al conocerla. Esto por supuesto no hace más que dejar apenada a la mujer a la cual le hace la pregunta y a sus amigos, o en ocasiones, la chica en cuestión le contesta con una bofetada por irrespetuoso, aunque a él no parece importarle. Se considera a sí mismo un casanova.
A pesar de que su obligación como monje es ayudar, Miroku se asegura de ser bien recompensado por sus servicios, no le importa chantajear al señor feudal para que le pague una cuota sumamente alta o incluso decirle que va a expulsar a un demonio inexistente con tal de quedarse una noche a dormir bajo cubierta. A pesar de que los demás desaprueban sus métodos lo cierto es que Miroku siempre consigue quedarse en los mejores lugares en cada pueblo.
Pero no todos sus atributos son negativos, Miroku es una persona cauta y piensa antes de hacer cada movimiento, además también cuenta con una inteligencia muy útil sobre los seres de esa época y daría todo por proteger a los suyos, hasta sacrificar su propia vida si fuese necesario.